# Leucosyke brunnescens
Leucosyke brunnescens är en nässelväxtart som beskrevs av Charles Budd Robinson. Leucosyke brunnescens ingår i släktet Leucosyke och familjen nässelväxter. Utöver nominatformen finns också underarten L. b. grossoserrata.